# Pokabius disantus
Pokabius disantus är en mångfotingart som beskrevs av Chamberlin 1922. Pokabius disantus ingår i släktet Pokabius och familjen stenkrypare. Inga underarter finns listade i Catalogue of Life.